# Дитерихс, Владимир Константинович
Владимир Константинович Дитерихс (25 ноября 1860 — 1924?) — русский контр-адмирал.

## Биография
Владимир Константинович Дитерихс родился в семье артиллерии подполковника Константина Александровича Дитерихса (1825—1899), заведующего одного из артиллерийских складов в Саратовской губернии. В. К. Дитерихс получил начальное образование в Киевской гимназии. 24 октября 1878 года определён на службу юнкером флота на правах вольноопределяющегося 2 разряда приказом главного командира С.-Петербургского порта. 24 января следующего года он был переведен в Гвардейский экипаж с зачислением 20 февраля в роту Его Величества.
20 апреля 1880 года Дитерихс после сдачи экзамена был произведен в чин гардемарина и 4 мая переведен во 2-й флотский Её Королевского Величества королевы эллинов экипаж. С 15 сентября 1880 года по 18 ноября 1881 года он находился в заграничном плавании на броненосном фрегате «Герцог Эдинбургский» и во время плавания, 30 августа 1881 года, был произведен в чин мичмана.
В 1883 году Владимир Константинович окончил Водолазную школу, но 6 февраля 1884 года по домашним обстоятельства был уволен в отставку с чином лейтенанта. В 1884—1885 годах он был вольнослушателем Академии Художеств. На следующий год, 29 февраля, он был снова принят на службу прежним чином.
В 1886—1889 годах в должности старшего артиллерийского офицера клипера «Наездник» Дитерихс совершил кругосветное плавание. 1 января 1889 года был произведен в чин лейтенанта.
После возвращения из плавания Владимир Константинович был переведен в Морской кадетский корпус и в течение десяти лет занимал должности младшего и старшего отделенного начальника. В 1896 году он закончил Артиллерийский Офицерский класс и был зачислен в артиллерийские офицеры 1-го разряда.
11 декабря 1900 года Дитерихс был назначен младшим артиллерийским офицером эскадренного броненосца «Наварин», 19 января следующего года — старшим артиллерийским офицером крейсера «Адмирал Нахимов», а 5 марта — старшим артиллерийским офицером крейсера «Дмитрий Донской». 26 сентября 1901 года он был назначен старшим офицером крейсера «Разбойник», а 6 декабря 1902 года произведен в чин капитана 2-го ранга и 13 июля 1903 года был назначен командиром эскадренного миноносца «Властный». В это время он оглох на правое ухо.
После непродолжительного командования Владимир Константинович по болезни сдал командование миноносцем и выехал с Дальнего Востока в Россию, где после выздоровления 25 апреля 1904 года был назначен командиром миноносца № 112, а 22 сентября того же года — миноносца «Пронзительный». В 1906 году он был назначен командиром учебного судна «Прут», а в следующем году был произведен в чин капитана 1-го ранга.
26 января 1909 года Дитерихс был назначен командиром линейного корабля «Двенадцать Апостолов», а 27 ноября того же года — крейсера «Память Меркурия». В 1911 году он был назначен начальником 1-го дивизиона эскадренных миноносцев морских сил Чёрного моря.
7 мая 1913 года Владимир Константинович был назначен председателем Комиссии для наблюдения за постройкой кораблей в Балтийском море и занимал эту должность до 30 апреля 1917 года, когда по болезни был зачислен в резерв чинов флота. 6 апреля 1914 года он был произведен в чин контр-адмирала и 30 июля следующего года был награждён орденом Св. Станислава 1-й степени.
30 мая 1917 года Дитерихс был уволен в отставку по болезни с мундиром и пенсией. Во время гражданской войны, по некоторым данным, служил в Вооруженных силах Юга России.

### Семья
Владимир Дитерихс — родной брат Анны Дитерихс, изображённой на картине Николая Ярошенко «Курсистка», супруги издателя и общественного деятеля Владимира Черткова.
Первым браком Владимир Дитерихс был женат на Екатерине Константиновне Сусалиной, в браке родились дети:
- Владимир (1891—1951), морской летчик, георгиевский кавалер.
- Дмитрий (род. 11.02.1893),
- Илья (13.09.1894 — январь 1962),
- Анна (29.06.1896 — 03.08.1977).

Вторым браком В. К. Дитерихс был женат на вдове капитана Елизавете Фёдоровне Прокофьевой, в браке родилась дочь Елена.